# Novaci (Macédoine du Nord)
Pour les articles homonymes, voir Novaci (homonymie).
Novaci (en macédonien : Новаци ) est une commune du sud de la Macédoine du Nord. Elle comptait 2 648 habitants en 2021 et s'étend sur 753,53 km2. En 2003, les communes de Staravina et Bač, considérées trop petites, lui ont été adjointes.
Novaci se trouve dans le Mariovo, petite région traditionnelle du sud de la Macédoine du Nord connue pour ses costumes blancs. L'autre partie du Mariovo se trouve sur le territoire de la commune de Prilep.
Son territoire est limitrophe de ceux des communes macédoniennes de Bitola, Mogila et Prilep ainsi que de la Grèce. Elle compte plusieurs villages : Novaci, où se trouve le siège administratif, Armatouch, Baldoventsi, Bač, Bilyanik, Brnik, Brod, Boudimirtsi, Veleselo, Vranyevtsi, Guermiyan, Gneotino, Gnilej, Gorno Aglartsi, Gradechnitsa, Groumazi, Grouchichta, Dalbegovtsi, Dobroveni, Dobromiri, Dolno Aglartsi, Dolno Orehovo, Jivoyno, Zoviḱ, Iveni, Makovo, Meglentsi, Novo Selo, Orlé, Paralovo, Petalino, Polog, Rapech, Ribartsi, Skotchivir, Slivitsa, Soviḱ, Staravina, Souvo Dol et Tepavtsi.

## Démographie

### Évolution démographique
| 1994  | 2002  | 2021  |
| ----- | ----- | ----- |
| 4 263 | 3 549 | 2 648 |

### Répartition ethnique
Lors du recensement de 2002, la commune comptait :
- Macédoniens : 3 393 (98,34 %)
- Albanais :  46 (0,59 %)
- Turcs : 2 (0,16 %)
- Serbes : 7 (0,20 %)
- Autres : 1 (0,08 %)